# Rosiora bela
Rosiora bela är en fjärilsart som beskrevs av Swinhoe 1894. Rosiora bela ingår i släktet Rosiora och familjen tandspinnare. Inga underarter finns listade.